# Беломорие (1941 – 1942)
Вижте пояснителната страница за други значения на Беломорие.
„Беломорие“ е български вестник, излизал от 24 септември 1941 до 8 юли 1942 година в Кавала по време на Българското управление във Вардарска и Беломорска Македония.
Подзаглавието на вестника е Ратува за народна сплотеност и всестранен напредък на Беломорието. Главен редактор на вестника е Александър Н. Жеков. Печата се в Първа българска печатница. Вестникът е на проправителствени позиции.